# Benjamín González
Benjamín González (Benjamín González Gómez; * 12. April 1958 in Madrid; † vermutlich: 4. Juni 2011 in der Provinz Bizkaia) war ein spanischer Sprinter und Mittelstreckenläufer, dessen Spezialstrecken die 400- und die 800-Meter-Distanz waren.
1980 war er bei den Olympischen Spielen in Moskau Teil des spanischen Teams in der 4-mal-400-Meter-Staffel, das im Vorlauf ausschied. 1982 gewann er bei den Leichtathletik-Halleneuropameisterschaften Bronze über 400 m.
Bei den Olympischen Spielen 1984 in Los Angeles startete er über 800 m und erneut in der Staffel, kam aber in beiden Disziplinen nicht über die erste Runde hinaus. Bei den Leichtathletik-Hallenweltspiele 1985 in Paris gewann er über 800 m Silber hinter seinem Landsmann Colomán Trabado.
Im Freien wurde er dreimal nationaler Meister über 400 m (1980–1982), in der Halle dreimal über 400 m (1980–1982) und zweimal über 800 m (1984, 1985).

## Persönliche Bestzeiten
- 400 m: 46,48 s, 24. Juli 1981, Bukarest
- 800 m: 1:46,53 min, 14. Juni 1985, Madrid
  - Halle: 1:47,55 min, 2. März 1985, Piräus